# Kankí
Kankí är en ort i Mexiko.   Den ligger i kommunen Tenabo och delstaten Campeche, i den östra delen av landet, 900 km öster om huvudstaden Mexico City. Kankí ligger 49 meter över havet och antalet invånare är 202.
Terrängen runt Kankí är platt. Runt Kankí är det mycket glesbefolkat, med 7 invånare per kvadratkilometer. Närmaste större samhälle är Tenabo, 12,5 km nordväst om Kankí. I omgivningarna runt Kankí växer i huvudsak lövfällande lövskog.